# Stourhead
Stourhead est un domaine de 11 km2 qui se situe à la source de la rivière Stour près de la petite ville de Mere, dans le Wiltshire, en Angleterre. Le domaine comprend un manoir de style palladien, Stourhead House, le village de Stourton, des jardins, des terres agricoles et une forêt. Stourhead est la propriété du National Trust depuis 1946.
Le domaine est surtout célèbre pour son jardin paysager à fabriques, conçu et réalisé par Henry Hoare II entre 1743 et 1780 autour des sources de la Stour, inspiré par les tableaux de paysages utopiques et qui doit se visiter selon un itinéraire précis, à valeur initiatique.

## Histoire
La famille Stourton possédait le domaine depuis avant la conquête normande. Le bâtiment primitif, un manoir médiéval, fut construit par Robert de la Stourton. Attaqué par les Têtes-Rondes en septembre 1644, il fut gravement endommagé. La famille Stourton ayant connu ensuite des temps difficiles, il était lourdement hypothéqué au début du XVIIIe siècle quand Sir Thomas Meres en prit le contrôle, en 1714. La propriété où les Stourton avaient vécu sans interruption pendant 700 ans fut vendue en 1717 par John Meres à Henry Hoare I (1677–1725), fils du riche banquier Richard Hoare, créateur en 1672 de la banque C. Hoare & Co. Le manoir médiéval fut démoli, à l'instigation de William Benson, son beau-frère architecte, remplacé par une demeure de style palladien, conçue par Colen Campbell (Ses plans figurent dans le volume III de son Vitruvius Britannicus) et construite par Nathaniel Ireson (en) entre 1719 et 1722. Stourton est, avec Baldersby Park, le prototype des country houses palladiennes anglaises.
Nathaniel Ireson est le maître d'œuvre principal : c'est ce travail qui a établi sa carrière en 1720.
Henry Hoare II a vingt ans quand il hérite de Stourhead. Francis Cartwright, sculpteur connu, a travaillé sur Stourhead entre 1749 et 1755, comme maître d'œuvre et architecte.

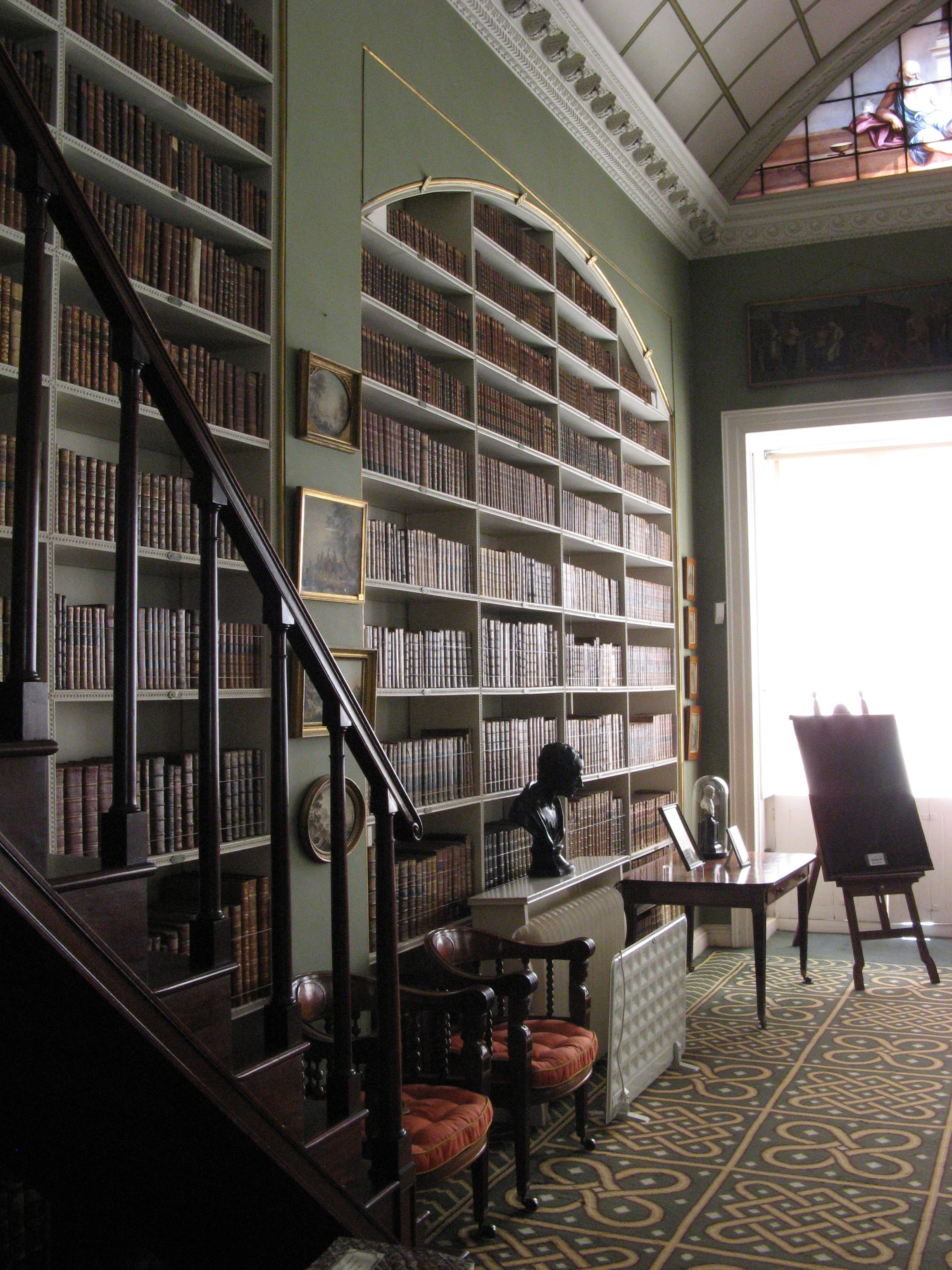
La bibliothèque, côté sud-ouest

Les ailes sont ajoutées entre 1793 et 1795 par son petit fils Richard Colt Hoare, le 2e baronet (1758-1838), pour loger la galerie de peinture et son imposante bibliothèque (qui contient plus de 5 000 volumes) qu'il fait meubler par Thomas Chippendale le jeune entre 1795 et 1820.
En 1838-1840, plus d'un siècle après la construction des premiers bâtiments, le 3e baronet, Henry Hugh Hoare, demi-frère de Richard Colt Hoare, engage Charles Parker pour apporter des modifications. En 1857, le domaine passe à un petit neveu, Henry Ainlie Hoare. Il fait ajouter un portique au bâtiment principal au début des années 1860, ainsi que d'autres modifications et rebâtir l'obélisque. La conception des ajouts était conforme aux plans originaux. En 1894 son cousin Henry Hoare lui succède.
En 1902 la partie centrale de l’édifice fut ravagé par un incendie. Les étages supérieurs furent détruits, mais pas le contenu du rez-de-chaussée. La bibliothèque et la galerie de peintures ont aussi été épargnées, et le manoir, reconstruit par Aston Webb, avec un agrandissement côté ouest, était habitable en 1907.
Le dernier membre de la famille Hoare qui possédait le domaine, Henry Hugh Arthur Hoare, dont le fils et héritier mourut pendant la première guerre mondiale, fit don de la maison et de la plus grande partie du domaine au National Trust en 1946, un an avant sa mort.
Le dernier Hoare né à Stourhead est Edward Hoare, le 11 octobre 1949.

## Collection d'art
La collection d'art de Henry Hoare est exposée à Stourhead ; ses acquisitions sont présentées dans l'« alcôve peinte » ou la salle italienne du manoir palladien. La collection de Hoare comprend de nombreuses estampes colorées à la main, dans certains cas avec une telle habileté qu'elles ont été confondues avec des peintures à l'huile. Ces estampes sont des gravures des œuvres des maîtres italiens (par exemple Daniele da Volterra et Carlo Maratta) ; la coloration à la main est attribuée à un « Mr. Studio », supposé être Giacomo Van Lint, le fils du peintre flamand Hendrik van Lint, peut-être en collaboration avec son père.

## Jardins

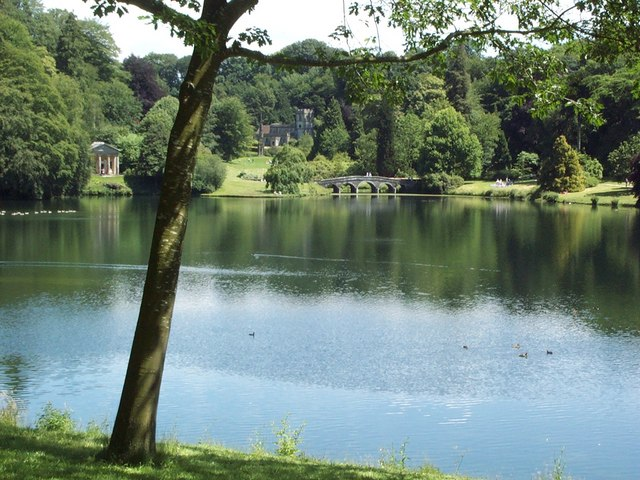
De l'autre côté du lac, le pont palladien, l'église et la croix de Bristol.

Les jardins furent conçus selon la tradition du XVIIIe siècle de créer des paysages à connotation morale, par Henry Hoare II, appelé « Le Magnifique » (The Magnificent) par sa famille. Il avait fait en 1737 un voyage en Italie, et en avait rapporté des trésors, en particulier deux tableaux de Nicolas Poussin, un de Gaspard Dughet et une copie de Énée à Délos de Claude Gellée, dit Le Lorrain. Il s'est installé à Stourhead en 1741. Il y créa, entre 1743 et 1780, ce qu'il appelait lui-même son paradis, inspiré des paysages italiens utopiques de ces peintres.

### Conception des jardins
Après la mort de sa deuxième épouse en 1743, et pratiquement jusqu'à sa mort, il se consacre entièrement à son jardin. Il l'organise et le décore de  fabriques diverses, d'inspiration antique ou gothique, et y fait installer quelques monuments gothiques. Horace Walpole, qui visita ce jardin paysager en 1762, le décrit dans son Journal of Visits to Country Seats comme l'un des sites les plus pittoresques du monde (« one of the most picturesque scenes in the world »).
Le site naturel est formé de collines, de crêtes, de vastes terrasses dominant des vallées aux nombreuses sources et étangs. La succession d'étangs est progressivement transformée en lac à partir de 1744 (le barrage est terminé en 1754). La grotte labyrinthique est construite entre 1744 et 1776 par F. M. Piper, un architecte paysagiste suédois. Le Dieu des Rivières de J. Cheere et la Nymphe endormie y sont installés en 1751. Le Temple de Cérès (dit aussi temple de Flore) date de 1745. C'est l'une des nombreuses œuvres d'Henry Flitcroft, protégé de Richard Boyle, comte de Burlington, un des clients de la banque Hoare.

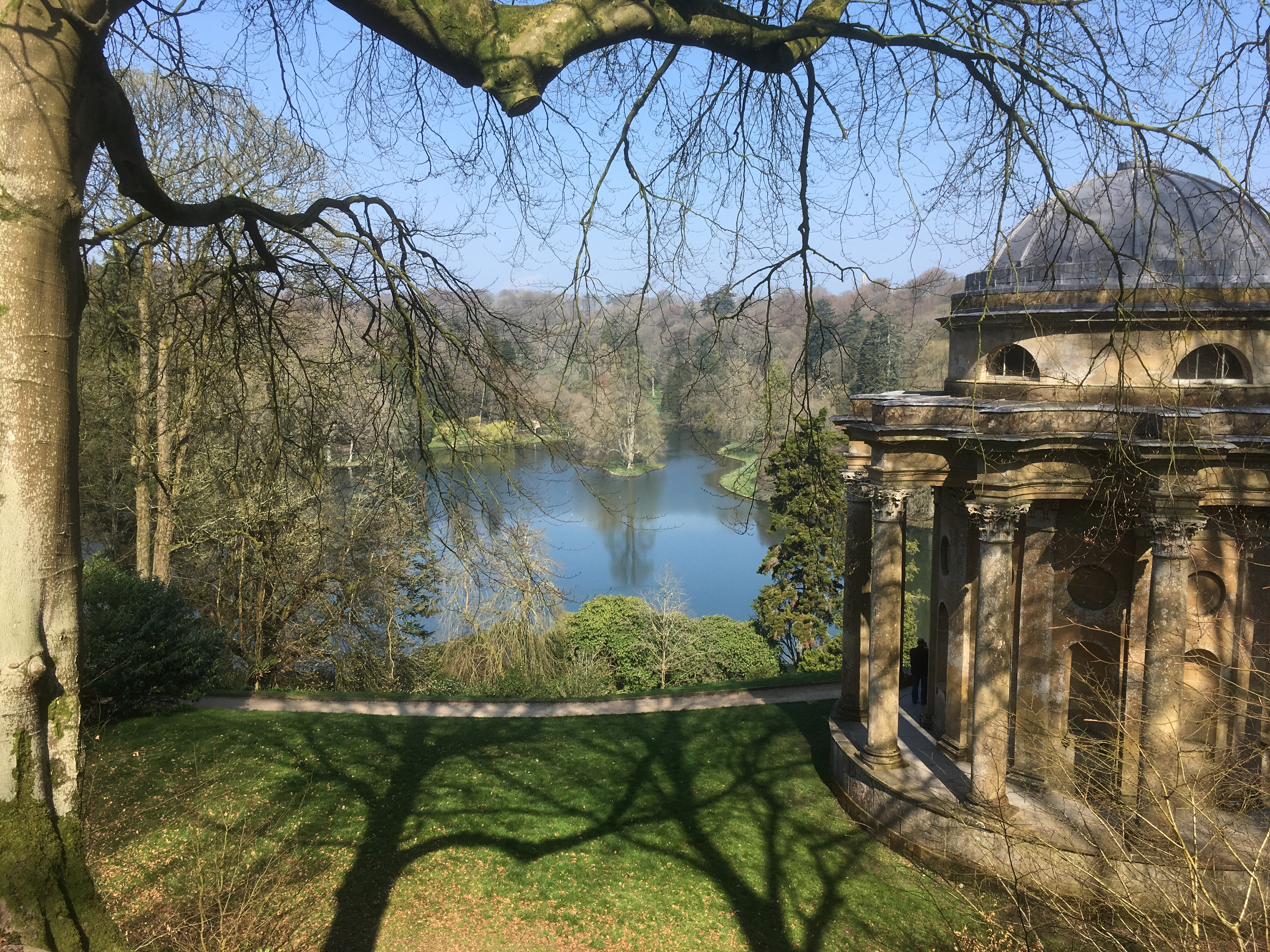
Le temple d’Apollon, dominant le lac.

Entre 1746 et 1747, Flitcroft érige un obélisque sur une colline dominant les jardins (il fut reconstruit en 1838-1840), puis le Panthéon – ou temple d'Hercule – entre 1753 et 1754. La statue d'Hercule, commandée à John Michael Rysbrack en 1747, y est installée en 1757. Le temple d'Apollon, inspiré du temple de Vénus dans Les Ruines de Balbeck de Robert Wood, paru en 1757, est construit sur une autre colline entre 1757 et 1765, puis la Tour du roi Alfred le Grand, haute de 50 m, entre 1770 et 1772. Cette folie néogothique, conçue en 1762 pour célébrer les succès militaires anglais dans les Antilles, a été élevée dix ans plus tard à la gloire de la monarchie et de la liberté anglaise.

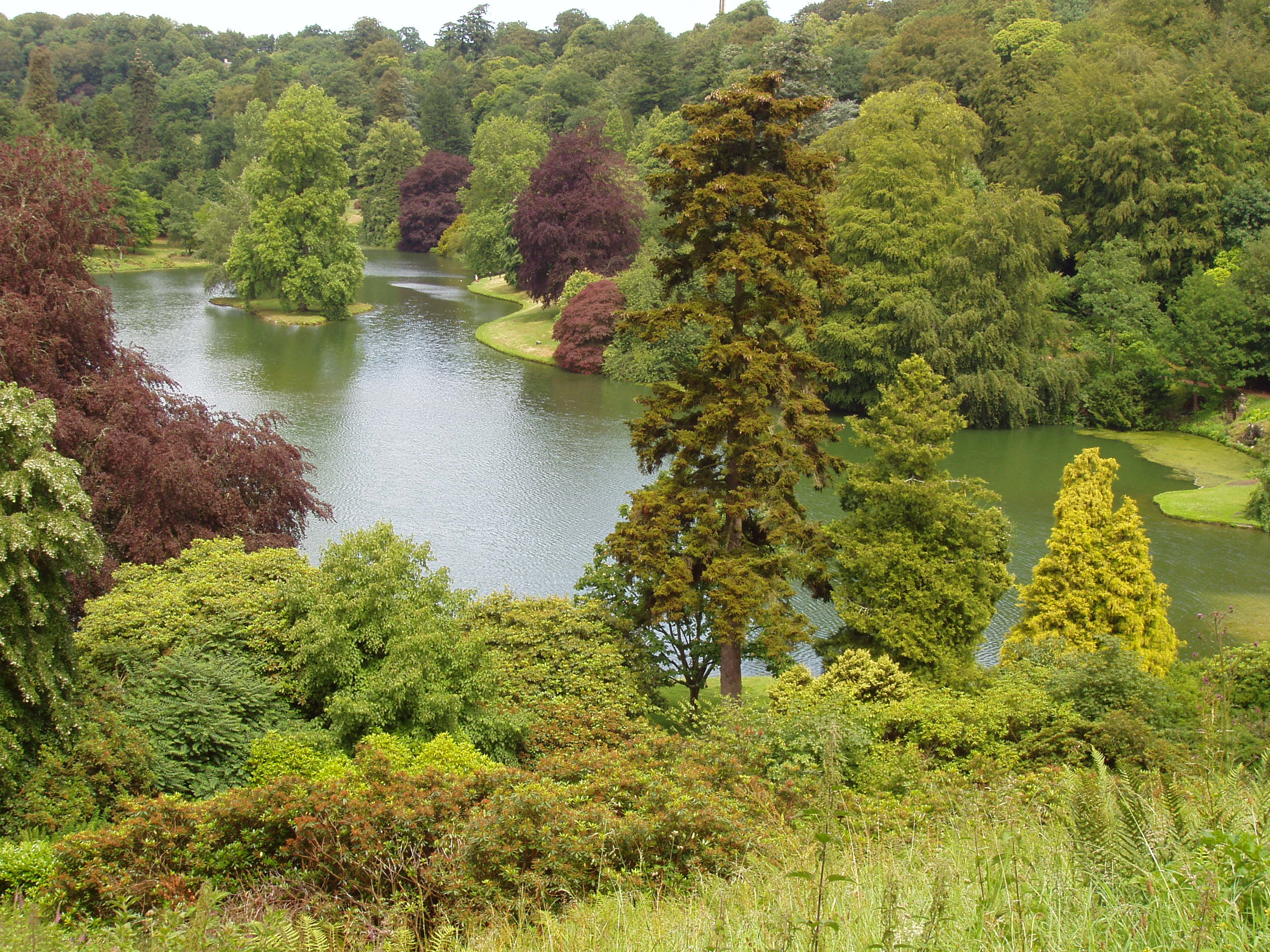
Vue plongeante sur le lac et les arbres en dégradés de verts, comme dans un tableau.

D'autres ouvrages s'ajoutent entre-temps : le pont palladien, à l'extrémité est du lac, est construit en 1762 ; la Croix de Bristol (en), datant de 1373, est installée en 1765 à l'entrée des jardins ; St Peters'Pump, autre antiquité anglaise, est placée à l'extrémité nord, au dessus des sources de la Stour, à Six Well Bottom, en 1766, un couvent rustique en 1770 et un ermitage rustique en 1771.
À l'origine, les collines étaient couvertes de forêts, en majorité de hêtres. Henry Hoare, qui entretenait une équipe de 50 jardiniers, fit planter des essences variées : chênes, sycomores, châtaigniers, frênes et chênes verts. Après 1790, Richard Colt Hoare, petit-fils et héritier de Henry le Magnifique, fit rajouter d'autres essences – bouleaux, marronniers, tulipiers –  ainsi que les bosquets de lauriers et de rhododendrons. Les plantations étaient organisées de manière à suggérer des ambiances différentes, et à évoquer les œuvres picturales qui les avaient inspirées, selon le souhait du propriétaire :
« The greens should be ranged together in large masses as the shades are in painting: to contrast the dark masses with the light ones, and to relieve each dark mass itself with little sprinklings of lighter greens here and there. »
« Les verts doivent être regroupés en grandes masses comme le sont les ombrages en peinture : pour créer des contrastes entre les masses sombres et les masses claires et relever chaque masse sombre elle-même de petites touches de verts plus légers ici et là. »
Le peintre anglais William Turner en fit une aquarelle de 1798, conservée à la Tate Britain probablement commandé par Sir Richard Colt Hoare. La vue est prise d'un point faisant face à la maison et à l'église de l'autre côté du lac. Le portique au bord du lac est celui du Temple de Flore de 1745.
Deux fabriques sont ajoutées ultérieurement : en 1806 un cottage ornemental, œuvre du maçon et géomètre John Carter et en 1816 un pavillon de style grec par l'architecte William Wilkins.
Les jardins sont inscrits avec le grade I dans le  Registre des parcs et jardins d'intérêt historique exceptionnel en Angleterre (en) en 1987.

### Un chemin initiatique
Le jardin paysager de Stourhead doit se visiter selon un itinéraire précis, à valeur initiatique, inspiré de la descente aux Enfers d'Énée dans le livre VI de l'Énéide de Virgile : le chemin qui suit le bord du lac mène à droite vers le temple de Cérès (appelé ultérieurement temple de Flore) qui contenait une statue de Cybèle en 1857. Au dessus de l'entrée est noté un vers du livre VI de l'Éneide, prononcé par la Sibylle de Cumes avant de descendre dans l'Averne puis les Enfers :
« Procul, o procul este profani »
« Éloignez-vous, éloignez-vous, profanes. »
Au bord de l'eau se trouve un arc de pierre placé au dessus d'une source, Paradise Well (le puits du Paradis). L'eau, celle du lac central et celle des sources, omniprésente, représente « l'infini des possibles, les promesses de développement et toutes les menaces de dissolution » explique Luc Benoist dans Signes, symboles et mythes en 1975. Ainsi le chemin débute au milieu des divinités de la terre et des eaux, puis traverse les noirs bosquets de lauriers, ces shades (ombres), un peu plus haut que le Temple de Cérès, qui rappellent les bosquets des Champs Élysées où Énée retrouve son père Anchise. Longeant le bassin de Diane ombragé d'ifs puis l'étang des nénuphars, vestige des étangs piscicoles du Moyen Age, il mène enfin, en continuant le long du lac, à la grotte dont l'entrée est ornée d'une citation du livre I (vers 171-172) de l'Énéide, qui concerne la grotte près de laquelle aborde Énée sur la cote d'Afrique du Nord :

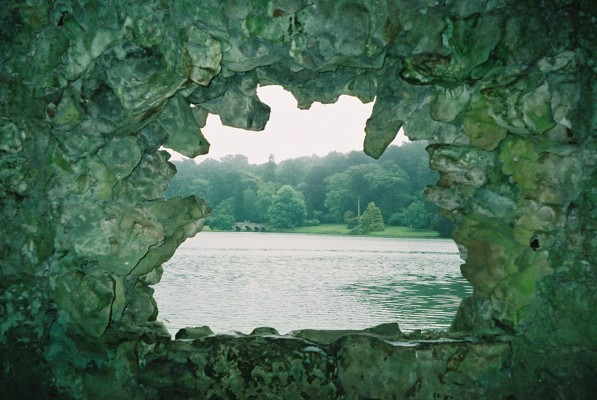
Échappée vers le lac depuis la grotte

« Intus aquae dulces, invoque sedilia saxo, 
nympharum domus. »
« [Là] coulent des eaux douces, la nature a taillé des sièges dans la pierre vive : c’est la retraite des nymphes. »
Mais elle évoque également la descente aux Enfers du livre VI, si on en croit une lettre de 1765 de Henry Hoare :« I have made the passage up from the sousterrain serpentine and will make it easier of access facilis descensus Averno. » (J'ai fait le passage depuis le labyrinthe souterrain et en ferai un accès plus facile à la descente de l'Averne.
Pour Kenneth Woolbridge, le chemin longeant le lac est, à travers l'allégorie du voyage d'Énée et de la fondation de Rome, une allégorie de l'implantation de la famille Hoare à Stourhead.

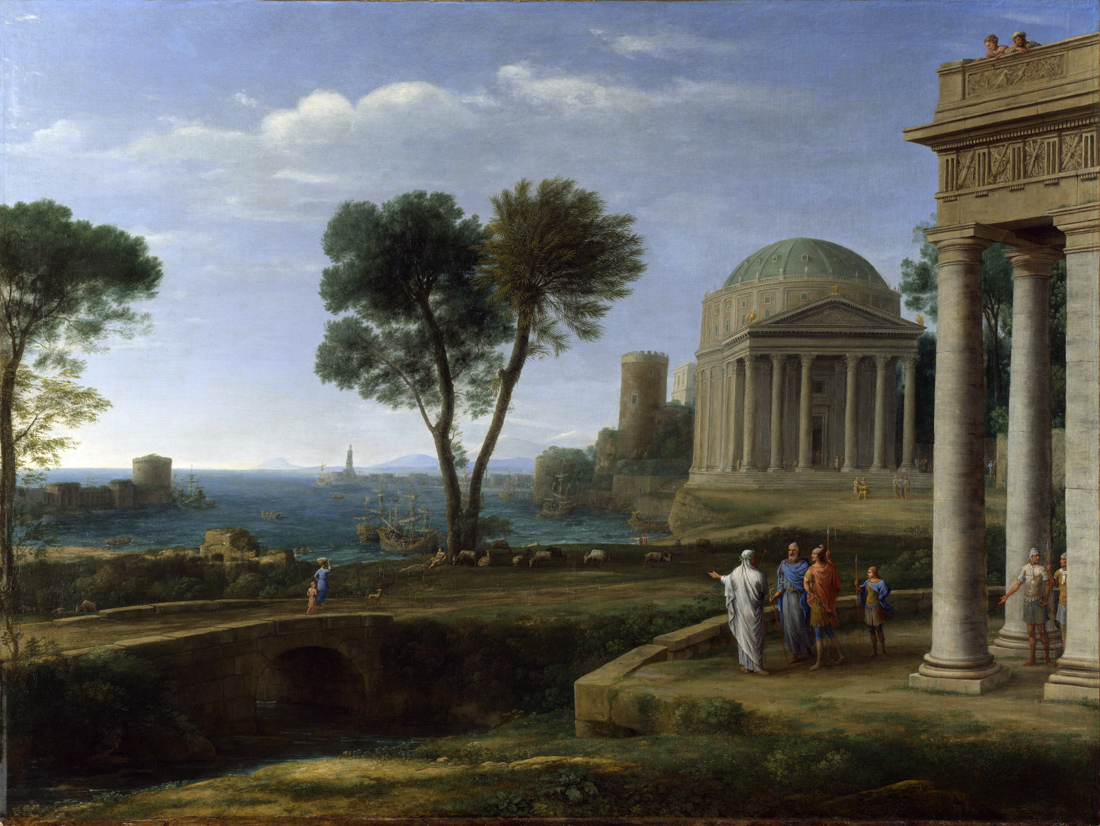
Énée à Délos, de Claude Gellée, dont le temple a inspiré le Panthéon de Stourhead

La grotte abrite, dans une chambre circulaire accessible par un tunnel sinueux, la statue d'une nymphe endormie sur les sources de la Stour, d'après un modèle de l'Ariane du Vatican. Dans la dernière chambre de la grotte se trouve le très baroque Dieu des Rivières assis sur une urne d'où se déverse de l'eau. Une ouverture vers le lac dévoile un panorama pittoresque : le lac et le pont palladien, l'église médiévale et la Croix de Bristol.
Au sortir de la grotte, le chemin mène au cottage de Carter puis conduit au Panthéon de Flitcroft, moins copie (réduite) du Panthéon de Rome que copie du temple qui figure dans le tableau du Lorrain Énée à Délos. Les frondaisons tout autour avaient été soigneusement traitées pour « imiter Claude et la Nature avec autant de soin que possible », comme il l'écrit en 1759. Décoré de bas-reliefs en terre cuite, il contient la statue d'Hercule, à laquelle ont été rajoutés, au fil des ans, des moulages d'antiques en plâtre et, après 1760, une Flore de Rysbrack et une statue antique de Lyvia Augusta en Cérès.

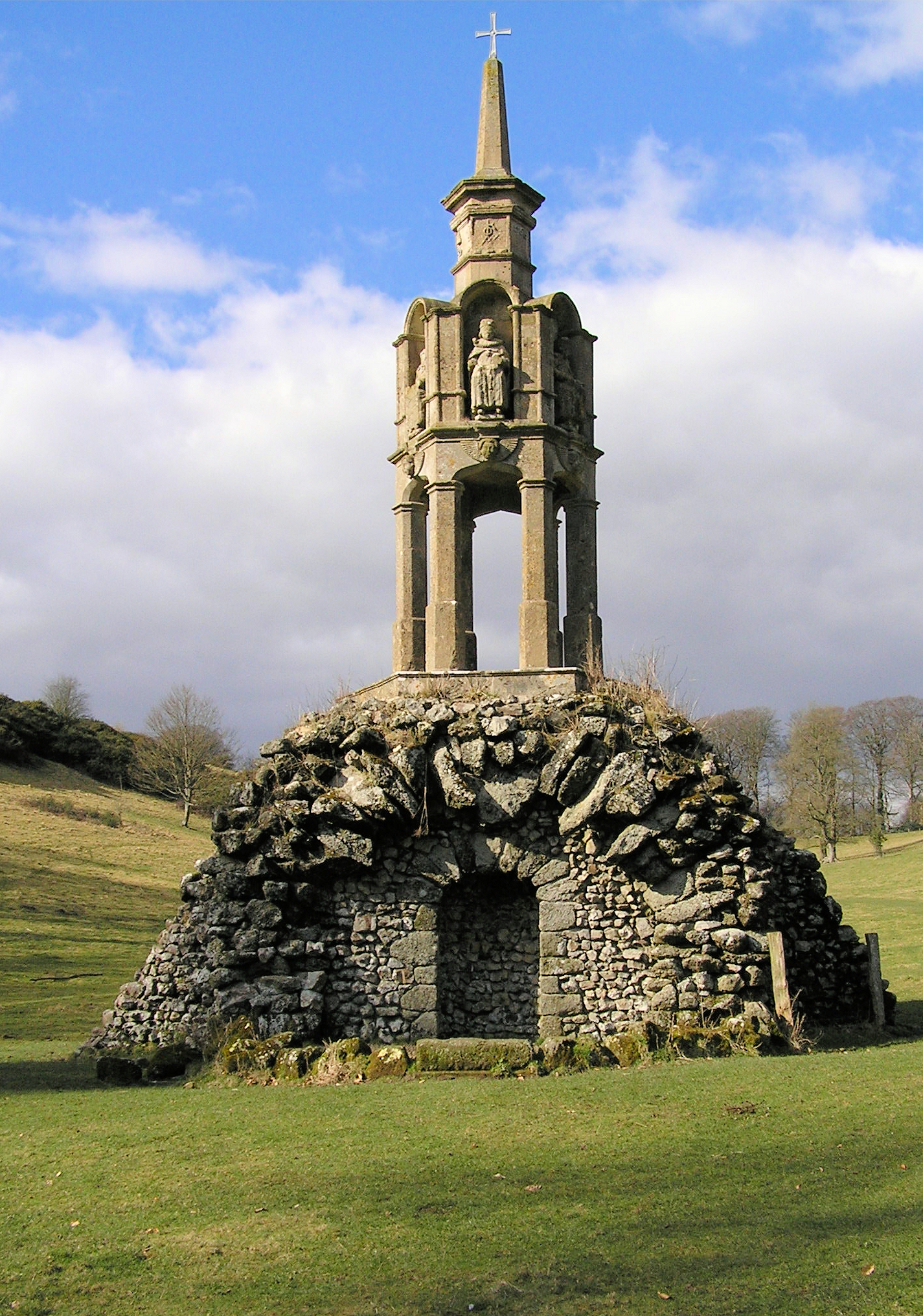
St Peters's Pump

À l'extrémité nord du jardin, à Six Wells Bottom, St Peter's Pump est un monument médiéval en provenance de Bristol, qui consiste en quatre piliers et quatre arcades avec quatre statues dans les niches supérieures. Elle fut élevée en 1766 au dessus des six sources qui donnent naissance à la rivière Stour dont les seigneurs de Stourton tenaient leur blason orné de six fontaines. Non loin, dans les bois en contrebas du site réservé pour la Tour d'Alfred, avait été construit vers 1769 un couvent rustique (en partie disparu) qui contenait des tableaux religieux provenant de l'Abbaye de Glastonbury et des arcatures du XIVe siècle, puis en 1771 un ermitage rustique sur le chemin du lac.
La Croix de Bristol est ornée depuis 1373 par les statues, placées dans des niches, de Jean sans Terre, Édouard Ier et Édouard III. Celles de Henry VI, Élisabeth Ire, Jacques Ier et Charles Ier ont été ajoutées en 1633.
Ces éléments anglais, religieux et patriotiques s'ajoutent aux éléments antiques et classiques pour enrichir ce voyage initiatique où sont mises en scène la vie, la mort et leurs métamorphoses. Le chemin que peut suivre le visiteur le conduit des lieux souterrains – la grotte, l'arc de pierre au dessus de Paradise Well, le passage vouté permettant d'accéder plus directement au temple d'Apollon – vers la lumière : en suivant le chemin d'Énée, près du lac au centre du jardin, il ressurgit à la lumière et à la gloire du Panthéon, ou temple d'Hercule ; en poursuivant le chemin vers l'ouest, il est conduit par une sente sur la plus haute colline dominant le lac, au temple d'Apollon, dieu vainqueur des ténèbres, qui produit la lumière par ses rayons. Il contient d'ailleurs un moulage de l'Apollon du Belvédère et son plafond en coupole, percé d'une ouverture au sommet, est orné de rayons de soleil dorés.
Henry Hoare avait été frappé par une série de deuils avant de se consacrer entièrement à Stourhead, en 1743 : en 1727 (mort de sa première femme), 1735 (mort de sa plus jeune fille), 1740 (mort de son plus jeune fils), 1741 (mort de sa mère), 1743 (mort de sa seconde épouse). Il perdit aussi son fils ainé en 1752, et sa fille Anne (mère de Richard Colt Hoare) en 1759. En créant ce jardin paysager, recréation idéalisée de la nature, à la fois paysage et peinture, riche d'échos symboliques, littéraires, mythologiques et chrétiens, selon la conception esthétique du pittoresque théorisée par William Gilpin, Henry Hoare a pu y chercher, et trouver, une compensation sublimée aux deuils subis.

### Au cinéma
Les jardins du Stourhead sont devenus un lieu privilégié pour les films « d'époque » (heritage film) mettant en valeur le patrimoine britannique. Ainsi la séquence de la première déclaration de Darcy à Elizabeth du film de Joe Wright, Orgueil et Prejugés a pour cadre le temple d’Apollon.
Les jardins furent aussi utilisés par Stanley Kubrick pour l'épisode du film Barry Lyndon où Mrs Barry rappelle à son fils qu'il doit acquérir un titre par lui-même, car sa fortune actuelle vient entièrement de sa femme.